# Esther Gil de Reboleño
Pour les articles homonymes, voir Gil.
Esther Gil de Reboleño Lastortres, née le 28 février 1973 à Cadix, est une sociologue et femme politique espagnole. Membre de la coalition Sumar, elle est la troisième vice-présidente du Congrès des députés depuis août 2023. 

## Parcours politique
En 2022, la Junte d'Andalousie lui attribue le prix Meridiana, dans la catégorie initiatives des entreprises.
Elle se présente, sans être membre d'un parti, aux élections législatives du 23 juillet 2023 dans la province de Cadix, sur la liste de la coalition Sumar, menée par Yolanda Díaz. Élue députée de la XVe législature, elle est désignée troisième vice-présidente du Congrès des députés lors de la séance d'installation, le 17 août 2023.